# Portoviejo (canton)
Portoviejo est un canton d'Équateur situé dans la province de Manabí dont le chef-lieu est la ville éponyme de Portoviejo.

## Démographie
| #                 | Ville             | Zone    | Zone   | Zone    |
| ----------------- | ----------------- | ------- | ------ | ------- |
| #                 | Ville             | Urbaine | Rurale | Totale  |
| 1                 | Portoviejo        | 223.086 |        | 223.086 |
| 2                 | Calderón          | -       | 14.164 | 14.164  |
| 3                 | Alhajuela         | -       | 3.754  | 3.754   |
| 4                 | Crucita           | -       | 14.050 | 14.050  |
| 5                 | Pueblo Nuevo      | -       | 3.169  | 3.169   |
| 6                 | Riochico          | -       | 11.757 | 11.757  |
| 7                 | San Plácido       | -       | 7.687  | 7.687   |
| 8                 | Chirijos          | -       | 2.362  | 2.362   |
| Total des cantons | Total des cantons | 223.086 | 73.347 | 280.029 |